# I-35 (tàu ngầm Nhật)
I-35 là một tàu ngầm tuần dương lớp Type-B (巡潜乙型潜水艦 Junsen Otsu-gata sensuikan) được Hải quân Đế quốc Nhật Bản chế tạo trong giai đoạn ngay trước Chiến tranh Thế giới thứ hai. Nhập biên chế năm 1942, nó đã từng hoạt động tiếp liệu và triệt thoái lực lượng trong khuôn khổ Chiến dịch quần đảo Aleut, trước khi được điều tham gia phản công trong Chiến dịch quần đảo Gilbert. I-35 bị các tàu khu trục Hoa Kỳ USS Meade và USS Frazier đánh chìm gần Tarawa vào ngày 23 tháng 11, 1943.

## Thiết kế và chế tạo

### Thiết kế
Tàu ngầm Type B được cải tiến từ phân lớp KD6 của lớp tàu ngầm Kaidai dẫn trước, và được trang bị một thủy phi cơ nhằm tăng cường khả năng trinh sát. Chúng có trọng lượng choán nước 2.631 tấn (2.589 tấn Anh) khi nổi và 3.713 tấn (3.654 tấn Anh) khi lặn, lườn tàu có chiều dài 108,7 m (356 ft 8 in), mạn tàu rộng 9,3 m (30 ft 6 in) và mớn nước sâu 5,1 m (16 ft 9 in). Con tàu có thể lặn sâu đến 100 m (328 ft), và có một thủy thủ đoàn đầy đủ bao gồm 94 sĩ quan và thủy thủ.
Type B1 trang bị hai động cơ diesel Kampon Mk.2 Model 10 công suất 6.200 mã lực phanh (4.623 kW), mỗi chiếc vận hành một trục chân vịt. Khi lặn, mỗi trục được vận hành bởi một động cơ điện công suất 1.000 mã lực (746 kW). Khi di chuyển trên mặt nước nó đạt tốc độ tối đa 23,6 hải lý trên giờ (43,7 km/h; 27,2 mph) và 8 hải lý trên giờ (15 km/h; 9,2 mph) khi lặn dưới nước, tầm xa hoạt động của Type B1 là 14.000 hải lý (26.000 km; 16.000 mi) ở tốc độ 16 hải lý trên giờ (30 km/h; 18 mph), và có thể lặn xa 96 nmi (178 km; 110 mi) ở tốc độ 3 hải lý trên giờ (5,6 km/h; 3,5 mph).
Những chiếc Type B1 có sáu ống phóng ngư lôi 53,3 cm (21,0 in), tất cả được bố trí trước mũi, và mang theo tổng cộng 17 quả ngư lôi Kiểu 95. Vũ khí trên boong tàu bao gồm khẩu hải pháo 14 cm (5,5 in), và hai pháo phòng không 25 mm Type 96. Hầm chứa máy bay được tích hợp vào tháp chỉ huy và hướng ra phía trước. Máy phóng máy bay được bố trí hướng ra phía trước, trong khi khẩu hải pháo trên boong đặt phía sau. Cách sắp xếp này giúp chiếc thủy phi cơ Yokosuka E14Y tận dụng tốc độ hướng ra trước của con tàu khi được phóng lên.

### Chế tạo
I-35 được đặt lườn như là chiếc Tàu ngầm số 148 tại xưởng tàu của hãng Mitsubishi ở Kobe vào ngày 2 tháng 9, 1940. Nó được đổi tên thành I-45 đồng thời được hạ thủy vào ngày 24 tháng 9, 1940, rồi đổi tên thành I-35 vào ngày 1 tháng 11, 1941. Con tàu hoàn tất và nhập biên chế vào ngày 31 tháng 8, 1942, dưới quyền chỉ huy của Thiếu tá Hải quân Yamamoto Hideo.

## Lịch sử hoạt động

### 1942
Ngay khi nhập biên chế, I-35 được phối thuộc cùng Quân khu Hải quân Kure. Nó cùng tàu ngầm chị em I-34 và tàu tiếp liệu tàu ngầm Santos Maru được điều về Hải đội Tàu ngầm Kure trực thuộc Quân khu Hải quân Kure vào ngày 1 tháng 9, đồng thời đảm nhiệm vai trò soái hạm của Chuẩn đô đốc Tadashige Daigo, Tư lệnh Hải đội Tàu ngầm Kure, cho đến ngày 4 tháng 9, khi nó được chiếc I-34 thay phiên. Sau một giai đoạn thực hành huấn luyện, đến ngày 15 tháng 11, I-35 cùng với I-34 được điều động trực thuộc Đệ Ngũ hạm đội, rồi khởi hành từ Kure vào ngày 28 tháng 11 và đi đến căn cứ Ōminato ở phía Bắc Honshū ba ngày sau đó.

#### Chiến dịch quần đảo Aleut
I-35 cùng với I-34 khởi hành từ Ōminato vào ngày 2 tháng 12 cho một chuyến đi vận chuyển hàng tiếp liệu cho lực lượng Nhật Bản đồn trú trên đảo Kiska, thuộc quần đảo Aleut. Sau khi đến nơi và chất dỡ hàng tiếp liệu vào ngày 8 tháng 12, nó hoạt động tuần tra tại khu vực Bắc Thái Bình Dương ở vị trí khoảng 20 nmi (37 km) về phía Nam đảo Amukta. I-35 kết thúc chuyến tuần tra vào ngày 14 tháng 12, và quay trở về căn cứ Paramushiro thuộc quần đảo Kuril vào ngày 20 tháng 12. Nó rời Paramushiro vào ngày 25 tháng 12 cho một chuyến đi tiếp liệu khác đến Kiska, đến nơi và chất dỡ hàng tiếp liệu vào ngày 31 tháng 12, rồi tiếp tục tuần tra trong biển Bering về phía Bắc đảo Adak.

### 1943
Đến ngày 7 tháng 1, 1943, I-35 được lệnh đi đến khu vực về phía Đông Bắc đảo Attu để truy tìm các tàu tuần dương Hoa Kỳ được nhìn thấy trong khu vực. Không tìm thấy tàu chiến đối phương, nó quay trở lại tuần tra tại khu vực phía Nam Kiska từ ngày 10 tháng 1, ghé đến Kiska trong các ngày 17 và 18 tháng 1, rồi tiếp tục tuần tra về phía Nam Kiska và Amchitka. Vào ngày 23 tháng 1, lúc đang trên đường vận chuyển tiếp liệu đến Kiska, tàu tuần dương hạng nhẹ Kiso và tàu khu trục Wakaba trông thấy một mục tiêu mà họ cho là một tàu ngầm Hoa Kỳ, nên lo sợ nhiệm vụ của họ đã bị đối phương phát hiện, nên hủy bỏ chuyến đi và quay trở lại căn cứ. Mục tiêu mà họ trông thấy có thể chỉ là I-35. Chiếc tàu ngầm chuyển sang tuần tra khu vực phía Bắc Amchitka vào ngày 30 tháng 1, rồi đến ngày 14 tháng 2 lại ghé đến Kiska để đưa một sĩ quan tham mưu Lực lượng Phòng vệ phía Bắc đến Attu. Nó kết thúc chuyến tuần tra và quay trở về Nhật Bản.
Vào ngày 27 tháng 3, I-35 khởi hành từ Yokosuka để quay trở lại khu vực Bắc Thái Bình Dương, đi đến Paramushiro vào ngày 1 tháng 4, nơi nó được điều sang Đội tàu ngầm 15. Nó rời Paramushiro vào ngày 3 tháng 4 cho chuyến đi tiếp liệu thứ ba đồng thời vận chuyển các sĩ quan tham mưu Lực lượng Căn cứ 51 đến Kiska, đến nơi vào ngày 8 tháng 4. Sau khi chất dỡ hàng hóa, nó lên đường ngay trong ngày cho chặng quay trở về, về đến Paramushiro vào ngày 13 tháng 4. Chiếc tàu ngầm rời Paramushiro vào ngày 16 tháng 4 cho một chuyến đi tiếp liệu khác, lần này đi đến đảo Attu, nơi nó chuyển giao tiếp liệu, đạn dược và nhiều sĩ quan Lục quân vào ngày 20 tháng 4; nó về đến Paramushiro vào ngày 24 tháng 4. Chuyến đi tiếp liệu thứ tư đến Kiska diễn ra từ ngày 27 tháng 4 đến ngày 5 tháng 5.
Khi phía Đồng Minh tiến hành Chiến dịch Landcrap nhằm tái chiếm Attu, I-35 lên đường vào ngày 11 tháng 5 để tuần tra ngoài khơi Attu. Vào ngày 13 tháng 5, tàu khu trục Hoa Kỳ USS Phelps, vốn đang hộ tống cho thiết giáp hạm USS Pennsylvania, đã tấn công với hai lượt mìn sâu vào một mục tiêu dò được qua sonar, có thể là I-34 hoặc I-35, tuy nhiên không có tàu ngầm nào bị mất trong sự cố này.
Đến sáng ngày 15 tháng 5, trong hoàn cảnh thời tiết sương mù, I-35 phát hiện Pennsylvania đang canh phòng trong khi tàu vận tải tấn công USS J. Franklin Bell đang chất dỡ hàng hóa ngoài khơi khơi vịnh Holtz, Attu. I-35 phóng ngư lôi tấn công một mục tiêu mà nó cho là một tàu tuần dương hạng nhẹ, và nghe thấy hai tiếng nổ. Lúc 11 giờ 40 phút, bốn quả ngư lôi đã sượt qua phía đuôi Pennsylvania và bên cạnh J. Franklin Bell. Hai tàu khu trục đã phản công, thả 58 quả mìn sâu và gây hư hại đáng kể cho chiếc tàu ngầm. Nó ghé đến Paramushiro từ ngày 19 đến ngày 27 tháng 5, rồi lên đường quay trở về Kure, đến nơi vào ngày 2 tháng 6. Chiếc tàu ngầm tiếp tục đi đến Kobe vào ngày 17 tháng 6 để sửa chữa.

#### Chiến dịch quần đảo Gilbert
Sau khi hoàn tất việc sửa chữa, I-35 khởi hành từ Kure vào giữa tháng 9 và đi đến căn cứ Truk tại quần đảo Caroline vào ngày 18 tháng 9. Nó khởi hành từ Truk vào ngày 11 tháng 10 cho một chuyến tuần tra tại khu vực đảo Wake và quần đảo Hawaii, và lúc đang trên đường đi nó được điều về Nhóm tàu ngầm "A" vào ngày 16 tháng 10. Lúc 00 giờ 32 phút ngày 17 tháng 10, tàu ngầm Hoa Kỳ USS Nautilus, vốn đang trong hành trình từ Trân Châu Cảng, Hawaii để trinh sát đảo Makin thuộc quần đảo Gilbert, phát hiện tháp chỉ huy một tàu ngầm mà hạm trưởng Nautilus cho là một tàu ngầm Hoa Kỳ thế hệ mới. Chỉ sau này người ta mới khám phá Nautilus đã bắt gặp một tàu ngầm Nhật Bản rất có thể là I-35.
Sau khi tuần tra gần đảo Wake, I-35 được lệnh di chuyển đến khu vực quần đảo Hawaii vào ngày 23 tháng 10. Chiếc tàu ngầm đang ở vị trí 300 nmi (560 km) về phía Tây Nam Hawaii, hoặc tuần tra gần đảo Canton thuộc quần đảo Phoenix vào ngày 19 tháng 11, khi Nhóm tàu ngầm "A" được tái lập, và I-35 được lệnh đi đến Tarawa thuộc quần đảo Gilbert cùng với các tàu ngầm I-19 vốn đang hoạt động gần Fiji; I-39 và I-175 đang ở Truk; và I-169 đang hoạt động gần quần đảo Marshall. Vào ngày 20 tháng 11, Chiến dịch quần đảo Gilbert và Marshall bắt đầu khi lực lượng Hoa Kỳ đổ bộ lên Tarawa và Makin tại quần đảo Gilbert. I-35 là tàu ngầm Nhật Bản đầu tiên đi đến khu vực phụ cận Gilbert, và vào ngày 21 tháng 11 nó báo cáo phát hiện một lực lượng đặc nhiệm Hoa Kỳ, có thể là Đội đặc nhiệm 53.6 vốn bao gồm các tàu sân bay hộ tống USS Sangamon, USS Suwannee và USS Chenango, cùng các tàu khu trục bảo vệ, tại vị trí 70 nmi (130 km) về phía Tây Nam Tarawa. Sau đó I-35 mất liên lạc với căn cứ, nên Hải quân Nhật Bản cho rằng I-35 đã bị mất tích từ ngày này.

#### Bị mất
Thực ra I-35 vẫn tiếp tục hoạt động; ở phía Tây Tarawa vào ngày 23 tháng 11, chiếc tàu ngầm buộc phải lặn khẩn cấp để ẩn nấp sau khi bị một máy bay ném bom tấn công. Nó thoát được và tiếp tục hướng sang phía Đông. Đến trưa ngày hôm đó, nó hoạt động ngầm gần bờ biển phía Tây Betio ở độ sâu 65 ft (20 m), và được cho là đang tìm cách xâm nhập vũng biển Tarawa, nhưng cũng có thể hạm trưởng của I-35 sẽ tấn công tàu bè đối phương tập trung gần lối ra vào vũng biển. Lúc 12 giờ 00, tàu khu trục USS Gansevoort dò được âm thanh chân vịt một tàu ngầm ở vị trí phía Tây Betio, nhưng nó mất dấu mục tiêu trước khi kịp tấn công. Đến 15 giờ 00, tàu khu trục USS Meade cũng dò được âm thanh tương tự, và đã tung ra ba lượt tấn công bằng mìn sâu cách nhau 30 phút trước khi mất dấu mục tiêu.
Meade yêu cầu được trợ giúp, nên tàu khu trục USS Frazier, hoạt động trong thành phần hộ tống cho thiết giáp hạm USS Tennessee ngoài khơi Betio được phái đến nơi. Sau khi gia nhập cùng Meade, Frazier bắt được tín hiệu sonar của I-35 lúc 17 giờ 00 ở khoảng cách 2.200 yd (2.000 m), nên tung ra đợt tấn công bằng mìn sâu. Nó mất tín hiệu mục tiêu ở khoảng cách 200 yd (180 m), nhưng tiếp tục tung ra đợt tấn công bằng mìn sâu thứ hai, cả hai đều được cài đặt ở độ sâu trung bình. Đến 17 giờ 20 phút, cả hai chiếc tàu khu trục cùng phát hiện I-35 ở khoảng cách 200 yd (180 m), và không lâu sau đó Frazier phát hiện vệt dầu trên mặt biển. Meade tung ra đợt tấn công bằng mìn sâu cuối cùng lúc 17 giờ 38 phút, được cài đặt để kích nổ sâu.
Đợt tấn công cuối cùng đã gây hư hại đáng kể cho I-35, khiến con tàu mất ánh sáng, hỏng các thiết bị, thủng thùng chứa nhiên liệu và ngập nước. Khi dầu diesel và nước biển tràn vào bên trong tàu, nó buộc phải trồi lên mặt biển và đối đầu các tàu đối phương bằng hải pháo.  I-35 trồi lên mặt nước ở vị trí khoảng ngay giữa Meade và Frazier, cách mỗi chiếc khoảng 1 nmi (1,9 km), và hai chiếc tàu khu trục bắt đầu khai hỏa vào mục tiêu bằng tất cả các cỡ pháo. Một số thủy thủ của I-35 tìm cách vận hành khẩu hải pháo 14-cm trên boong tàu, nhưng tất cả đã thiệt mạng hay bị thương.
Sau đó Frazier đổi hướng và tăng tốc để húc chiếc tàu ngầm; với tốc độ 25 kn (46 km/h) nó húc trúng I-35 bên mạn trái phía sau tháp chỉ huy lúc 17 giờ 51 phút, khiến tàu ngầm đối phương bị vỡ lườn tàu áp lực. Khi Frazier lùi lại, mũi tàu của I-35 nhô lên trên không 20 ft (6,1 m) rồi đắm ở vị trí cách 9 nmi (17 km) về phía Tây Betio, tại tọa độ 01°22′B 172°47′Đ / 1,367°B 172,783°Đ; 92 thành viên thủy thủ đoàn đã tử trận cùng con tàu. Lúc đó, một máy bay tuần tra chống tàu ngầm hải quân đến nơi và ném mìn sâu cách I-35 50 yd (46 m). Đến 18 giờ 00, hai chiếc tàu khu trục nghe thấy một tiếng nổ lớn ngầm dưới nước, xác nhận cuối cùng I-35 đã bị phá hủy.
Phát hiện bốn thủy thủ của I-35 còn sống sót trên mặt nước, mỗi chiếc tàu khu trục đã thả một xuồng để cứu vớt họ. Một thủy thủ Nhật đã bắn vào chiếc xuồng đang tiếp cận, nên bị tiêu diệt, và ba người còn lại được vớt, tất cả đều bị thương. Đúng lúc đó, một máy bay ném bom bổ nhào SBD Dauntless xuất phát từ tàu sân bay Suwannee đến nơi, tưởng nhầm xuồng của Meade là một tàu ngầm Nhật nên đã ném một quả bom 500 lb (230 kg). Vụ nổ đã nhấc bổng chiếc xuồng và gây hư hại nặng, nhưng may mắn không gây tổn thương gì đáng kể cho thủy thủ cùng một tù binh Nhật trên xuồng. Không chắc chắn về lai lịch kẻ tấn công, Meade nả pháo phòng không vào chiếc máy bay ném bom khiến nó bị hư hại, nhưng quay trở lại Suwannee an toàn.
Do vị trí địa lý của quần đảo Gilbert gần bên đường đổi ngày quốc tế, một số nguồn nêu sự kiện ngày 23 tháng 11 khi I-35 bị đánh chìm trở thành ngày 22 tháng 11, là ngày bên kia đường đổi ngày quốc tế, cách đó không xa về phía Tây. Frazier bị hư hại mũi tàu đáng kể sau khi húc trúng I-35, nên hai ngày sau khi đánh chìm I-35, nó rời khu vực quần đảo Gilbert để được sửa chữa tại Trân Châu Cảng.
Đến ngày 10 tháng 1, 1944, không biết rằng ba thành viên thủy thủ đoàn đã bị bắt làm tù binh chiến tranh, Hải quân Nhật Bản công bố I-35 có thể đã bị mất tại khu vực quần đảo Gilbert với tổn thất toàn bộ thủy thủ đoàn. Tên nó được cho rút khỏi đăng bạ hải quân vào ngày 10 tháng 4, 1944.